# La Chapelle-la-Reine
La Chapelle-la-Reine és un municipi francès, situat al departament del Sena i Marne i a la regió de Illa de França. L'any 2007 tenia 2.659 habitants.
Forma part del cantó de Fontainebleau, del districte de Fontainebleau i de la Comunitat d'aglomeració del Pays de Fontainebleau.

## Demografia

### Població
El 2007 la població de fet de La Chapelle-la-Reine era de 2.659 persones. Hi havia 908 famílies, de les quals 184 eren unipersonals (80 homes vivint sols i 104 dones vivint soles), 200 parelles sense fills, 400 parelles amb fills i 124 famílies monoparentals amb fills.
La població ha evolucionat segons el següent gràfic:
Habitants censats

### Habitatges
El 2007 hi havia 995 habitatges, 936 eren l'habitatge principal de la família, 21 eren segones residències i 38 estaven desocupats. 725 eren cases i 270 eren apartaments. Dels 936 habitatges principals, 624 estaven ocupats pels seus propietaris, 279 estaven llogats i ocupats pels llogaters i 33 estaven cedits a títol gratuït; 17 tenien una cambra, 71 en tenien dues, 154 en tenien tres, 213 en tenien quatre i 481 en tenien cinc o més. 657 habitatges disposaven pel capbaix d'una plaça de pàrquing. A 395 habitatges hi havia un automòbil i a 463 n'hi havia dos o més.

### Piràmide de població
La piràmide de població per edats i sexe el 2009 era:
| Homes | Edats   | Dones |
| ----- | ------- | ----- |
| 4     | 95 o +  | 4     |
| 12    | 90 a 94 | 12    |
| 4     | 85 a 89 | 20    |
| 0     | 80 a 84 | 8     |
| 16    | 75 a 79 | 32    |
| 32    | 70 a 74 | 40    |
| 52    | 65 a 69 | 64    |
| 36    | 60 a 64 | 32    |
| 76    | 55 a 59 | 48    |
| 48    | 50 a 54 | 72    |
| 96    | 45 a 49 | 76    |
| 132   | 40 a 44 | 104   |
| 92    | 35 a 39 | 144   |
| 132   | 30 a 34 | 140   |
| 80    | 25 a 29 | 88    |
| 60    | 20 a 24 | 64    |
| 96    | 15 a 19 | 105   |
| 132   | 10 a 14 | 140   |
| 144   | 5 a 9   | 156   |
| 116   | 0 a 4   | 96    |

## Economia
El 2007 la població en edat de treballar era de 1.732 persones, 1.293 eren actives i 439 eren inactives. De les 1.293 persones actives 1.180 estaven ocupades (630 homes i 550 dones) i 113 estaven aturades (54 homes i 59 dones). De les 439 persones inactives 118 estaven jubilades, 201 estaven estudiant i 120 estaven classificades com a «altres inactius».

### Ingressos
El 2009 a La Chapelle-la-Reine hi havia 921 unitats fiscals que integraven 2.548,5 persones, la mediana anual d'ingressos fiscals per persona era de 19.097 €.

### Activitats econòmiques
Dels 116 establiments que hi havia el 2007, 1 era d'una empresa alimentària, 8 d'empreses de fabricació d'altres productes industrials, 15 d'empreses de construcció, 18 d'empreses de comerç i reparació d'automòbils, 6 d'empreses de transport, 5 d'empreses d'hostatgeria i restauració, 1 d'una empresa d'informació i comunicació, 10 d'empreses financeres, 8 d'empreses immobiliàries, 15 d'empreses de serveis, 21 d'entitats de l'administració pública i 8 d'empreses classificades com a «altres activitats de serveis».
Dels 40 establiments de servei als particulars que hi havia el 2009, 1 era una oficina d'administració d'Hisenda pública, 1 gendarmeria, 1 oficina de correu, 3 oficines bancàries, 1 funerària, 3 tallers de reparació d'automòbils i de material agrícola, 2 tallers d'inspecció tècnica de vehicles, 1 autoescola, 1 paleta, 6 guixaires pintors, 4 fusteries, 2 lampisteries, 2 electricistes, 3 perruqueries, 5 restaurants, 3 agències immobiliàries i 1 saló de bellesa.
Dels 5 establiments comercials que hi havia el 2009, 1 era un hipermercat, 1 un supermercat, 1 una botiga de menys de 120 m², 1 una peixateria i 1 una sabateria.
L'any 2000 a La Chapelle-la-Reine hi havia 14 explotacions agrícoles.

## Equipaments sanitaris i escolars
El 2009 hi havia 1 farmàcia i 1 ambulància.
El 2009 hi havia 1 escola maternal i 1 escola elemental. La Chapelle-la-Reine disposava d'un col·legi d'educació secundària amb 593 alumnes.

## Poblacions més properes
El següent diagrama mostra les poblacions més properes.